# Aéroport de Chalon - Champforgeuil
Aéroport de Chalon Champforgeuil (code OACI : LFLH) est un aéroport du département de Saône-et-Loire.
Propriété de la communauté d'agglomération Le Grand Chalon depuis les lois de décentralisation, l'aéroport a été géré jusqu'au 31 juillet 2008 par la Chambre de commerce et d'industrie de Chalon-sur-Saône. La Délégation de Service Public a ensuite été confiée à la société SNC-Lavalin Aéroports dont les actifs ont été repris par EDEIS "l'allié des territoires" en 2017.
Cet aéroport est ouvert au trafic national commercial, aux avions privés, aux IFR et aux VFR.
En 2019, il a accueilli plus de 16 300 mouvements.

## Histoire
Le terrain initial se trouve le long de la Saône, près de Saint-Jean-des-Vignes. Dès 1921, on propose de trouver un autre terrain d’aviation pour ne plus souffrir des inondations. Quatre lieux sont étudiés : à Sevrey  entre la route Paris-Lyon et le chemin de fer P.L.M., entre Sevrey et Saint-Loup, le terrain du Bois de Menuse, et Fragnes.
Le projet d’aménagement du port fluvial oblige le service aéronautique à envisager de quitter la Prairie Sainte-Marie. La Chambre de Commerce est  autorisée par l’État en 1932 à créer un terrain au nord de Chalon, à Champforgeuil, qui a son premier hangar, construit par les Ponts-et-Chaussées, l’année de son inauguration, en 1935. Le premier atterrissage sur ce nouveau terrain est effectué par Léglise, Sordet et Goudard. Le 14 juillet 1936 se tient le premier meeting.
Au terme d’une manifestation très réussie, on y présente en vol l’avion de Blériot qui a traversé la Manche en 1909. Ce n’est finalement qu’en 1939 que le terrain privé et loué de la Prairie Sainte-Marie, sujet aux inondations, est définitivement abandonné.

## Installations
L'aéroport possède une tour de contrôle et une aérogare. Le service d'information de vol y est rendu du mercredi au dimanche de 09h00 à 18h00 heures locales sur la fréquence 118,605 MHz . L'avitaillement est assuré en JET A1 et AVGAS 100LL .
Un service de restauration rapide est disponible ainsi que la vente de vin et produits locaux.

## Accès
L'aéroport est desservi par l'autoroute A6 (sortie no 25.2, Chalon Nord) et par la N6.
- 10 minutes du centre-ville de Chalon-sur-Saône.
- 46 minutes de Dijon en empruntant l'A6
- 80 minutes de Lyon par l'A6

## Activités
Plusieurs entreprises, clubs et associations sont présents sur la plate-forme:
- Parachutisme 71 : centre de parachutisme national ouvert aux professionnels comme aux particuliers
- Skycircus : simulateur de chute libre
- Aéroclub du Grand Chalon: formation, loisir sur avion DR400 4 places
- Air Chalon Club : formation, loisir sur ULM 2 places
- Aeronautes de Bourgogne : Aérostation, formation, vols de loisir
- ACAAB : Association des Constructeurs Amateurs d'Aéronefs de Bourgogne

L'aéroport accueille également un certain nombre de manifestations, essentiellement durant l'été.